# Jessica Dublin
Jessica Dublin (* 9. Juli 1918 in New York City; † 21. Juli 2012 ebenda) war eine US-amerikanische Schauspielerin.

## Leben
Jessica Dublin wurde 1918 in New York City geboren. Sie war mit dem Ingenieur Max Dublin verheiratet, der vor allem in Europa tätig war. So lebte die Familie längere Jahre in Frankreich, Deutschland, Italien und Griechenland. Während ihres Aufenthaltes in Italien begann Dublin Ende der 1960er Jahre ihre Filmkarriere mit einem ungenannten Auftritt in Federico Fellinis Literaturverfilmung Fellinis Satyricon. Danach folgten Auftritte in Werken von Luchino Visconti, Mariano Laurenti und Richard C. Sarafian.
Dem deutschen Publikum ist Dublin vor allem durch ihre Rolle als Farrah, Mutter von Trinità (Terence Hill) und Bambino (Bud Spencer), in der Westernparodie Vier Fäuste für ein Halleluja bekannt geworden. Dass Regisseur Enzo Barboni Dublin als Partnerin des altgedienten John-Ford-Darstellers Harry Carey junior besetzte, deutete der Medienwissenschaftler Christian Heger als geschickte Verbindung des klassischen US-Westerns mit den „Bizarrerien des italienischen Kinos“. In der ersten deutschen Synchronfassung wurde sie von Mady Rahl gesprochen, in der Anfang der 1980er Jahre von Rainer Brandt neu synchronisierten, deutlich klamaukigeren Fassung sprach Tilly Lauenstein ihre Rolle.
Ab Mitte der 1970er Jahre war Dublin vor allem in griechischen Produktionen zu sehen und spielte unter der Regie von Erricos Andreou, Omiros Efstratiadis, Pavlos Parashakis, Nico Mastorakis und Soulis Georgiades. 1977 hatte sie einen ungenannten Auftritt in der deutschen Erotikklamotte Griechische Feigen.
Ihr Mann Max starb bereits 1982. Dublin kehrte später in die Vereinigten Staaten zurück, wo sie in zahlreichen kleineren Produktionen auftrat, darunter mehreren Filmen für Troma Entertainment. Anfang der 2000er Jahre zog sie sich von der Schauspielerei zurück. Ihre letzten Lebensjahre verbrachte sie in Greenwich Village, wo sie junge Schauspielstudenten beriet.
Dublin starb im Juli 2012 in New York City im Alter von 94 Jahren. Sie hinterließ einen Sohn und eine Tochter sowie ihre Schwester.

## Filmografie (Auswahl)
- 1969: Fellinis Satyricon (Fellini – Satyricon)
- 1969: Die Verdammten (La caduta degli dei)
- 1970: Cerca di capirmi
- 1970: Schatten der Angst (Fragment of Fear)
- 1970: Scacco alla mafia
- 1971: The Last Rebel
- 1971: Vier Fäuste für ein Halleluja (…continuavano a chiamarlo Trinità)
- 1972: So schön – so nackt – so tot (Rivelazioni di un maniaco sessuale al capo della squadra mobile)
- 1972: Der Mafiaboss – Der Eisenfresser (La mala ordina)
- 1973: Io e lui
- 1973: Il sesso della strega
- 1973: Paolo – der Heiße (Paolo il caldo)
- 1974: Ψυχή και Σάρκα
- 1976: Το Αγκίστρι
- 1976: The Devil's Men
- 1976: Ζω για τον έρωτα
- 1976: Ερωτικά ζευγάρια
- 1976: Die Todesaugen (Το κορίτσι βομβα)
- 1976: Die Teuflischen von Mykonos (Τα παιδιά του διαβόλου)
- 1977: Griechische Feigen
- 1977: Die Nacht der rollenden Köpfe (Passi di morte perduti nel buio)
- 1978: Der große Grieche (The Greek Tycoon)
- 1979: Turi e i Paladini
- 1979: Το χαμόγελο της Πυθίας
- 1980: Savage Hunt
- 1985: The Electric Chair
- 1988: Rejuvenator – Gib dem Teufel nie die Hand (Rejuvenatrix)
- 1988: Club War (Troma's War)
- 1989: Inferno in Safehaven (Escape from Safehaven)
- 1989: Atomic Hero 2 (The Toxic Avenger Part II)
- 1989: Toxie's letzte Schlacht (The Toxic Avenger Part III: The Last Temptation of Toxie)
- 1991: Voodoo Dolls
- 1994: The Deviants (UA: 2014)
- 1994: Pete & Pete (The Adventures of Pete & Pete, Fernsehserie, 1 Episode)
- 1996: The Hotel Manor Inn
- 1998: Somewhere in the City
- 1998: Aphrodisiac
- 1999: A Clown in Babylon
- 2002: God Is on Their Side